# Chuck Schuldiner
Charles Michael „Chuck“ Schuldiner (13. května 1967, Long Island, New York – 13. prosince 2001) byl americký zpěvák, hudební skladatel a kytarista známý především z metalových kapel Death a Control Denied. Je považován za duchovního otce death metalu. Britský časopis Kerrang! ho v lednu 2002 označil za „jednu z největších osobností v historii metalu“. Mezi jeho největší hudební inspirace patřily kapely jako Iron Maiden, Kiss, Billy Idol a později i Slayer a Metallica.
V roce 1999 mu byla diagnostikována rakovina mozku a ihned začal podstupovat radioterapii. Od té doby nejrůznější kapely pořádaly benefiční koncerty na podporu Schuldinera a na pokrytí jeho výdajů za léčbu. Chuck Schuldiner však svůj boj s rakovinou prohrál a 13. prosince 2001 zemřel. Bylo mu 34 let.
Schuldiner se jednou popsal jako „milovník života“, „přátelství“ a „zvířat“. „Chtěl bych žít věčně, pokud by to bylo možné,“ řekl jednou v rozhovoru. Jednou byl dotázán, zda je satanismus součástí jeho hudby. Odpověděl: „Vůbec ne. Do naší hudby opravdu nechci zahrnout žádný druh náboženského tématu. Myslím, že je to spíše osobní věc. Jo, nejsem satanista a rozhodně to neuvádím do naší hudby úmyslně. Byl jsem opravdu mladý, když kapela poprvé začala. Nikdy jsem doopravdy nepsal satanistické texty. Psali jsme gore texty, a pak jsem začal psát o realitě.

## Hudební kariéra
Schuldiner založil Death jako Mantas v roce 1983, když mu bylo pouhých 16 let. Původní členové byli Schuldiner (kytara), Rick Rozz (kytara) a Kam Lee (bicí a vokály). V lednu 1986 se Schuldiner přestěhoval do Toronta a dočasně se připojil ke kanadské skupině Slaughter. [12] Rychle se však vrátil, aby pokračoval ve tvorbě Death.
V roce 1987 vyšlo debutové album Scream Bloody Gore. Chris Reifert hrál na bicí a Chuck zpíval, hrál na kytaru a na baskytaru. 1988 vyšlo Leprosy s bývalým kytaristou Rickem Rozzem, baskytaristou Terry Butlerem a za bicí usedl Bill Andrews. 1990 vyšlo Spiritual Healing a Ricka Rozze nahradil James Murphy. Album Human bylo techničtější a progresivnější a Chuck opustil krvavé texty, pojednávající o smrti atd. Na desce Chuck více předvedl kytarové dovednosti a bylo vidět, že si označení „kytarový mág“ opravdu zaslouží. Album Individual Thought Patterns bylo stejně technické a progresivní, ale svého předchůdce nepřekonalo. 1995 vyšlo album Symbolic, ve kterém Chuck často kritizuje společnost (v textech). Od roku 1994 také hrál ve skupině Voodoocult s kytaristou a zpěvákem Kreator Mille Petrozza nebo bubeníkem Slayer Dave Lombardo. Po dvou deskách se ale skupina rozpadla. Chuck se začínal zajímat o čistý progresivní metal, a tak rozpustil Death, protože ji nechtěl nutit do jiného stylu, a tak založil Control Denied. Musel ale vydat ještě jednu desku se skupinou Death a tak v roce 1998 vyšlo album The Sound of Perseverance. Na albu se nachází písně, konkrétně Spirit Crusher, Bite the Pain, Story to Tell, Voice of the Soul a A Moment of Clarity, které měl Chuck napsané pro Control Denied, ale to Chuck popřel.
B.C. Rich Stealth je kytara, kterou Chuck používal po většinu jeho kariéry. Od roku 2008 byla uvedena jako signature model. Před touto kytarou používal B.C. Rich Mockingbird, kterou vyrobil někdo na Floridě, a B.C. Rich Ignitor.
Většinou používal snímač DiMarzio X2N.
Chuck byl samouk. V roce 1993 vyjádřil nezájem o hudební teorii.
Schuldiner na počátcích používal hluboký chraplavý growling. V roce 1993 řekl, že to je vyčerpávající a vyžaduje to hodně energie.

### Death by MetaL
V roce 2016 vyšel dokument o Chuckovi. Režíroval ho kanadský režisér Felipe Belalcazar.
Zachycuje život Chucka a jeho hudební kariéru.

## Diskografie

### Death
- 1987: Scream Bloody Gore
- 1988: Leprosy
- 1990: Spiritual Healing
- 1991: Human
- 1993: Individual Thought Patterns
- 1995: Symbolic
- 1998: The Sound of Perseverance

### Control Denied
- 1999: The Fragile Art of Existence

### Chuck Schuldiner
- 2004: Zero Tolerance

### Voodoocult
- 1994: Killer Patrol
- 1994: Metallized Kids
- 1994: Jesus Killing Machine